# Джафар-бей Рустамбайлі
Джафар-бей Рустамбайлі (1890, Айдингишлак, Нухинський район — 1938, Баку) — азербайджанський лікар, дипломат та політик. Був заступником міністра торгівлі, промисловості та продовольства Азербайджанської Демократичної Республіки, дипломатичний представник Азербайджанської Демократичної Республіки в урядах Кубанської Народної Республіки та Всевеликого Війська Донського.

## Життєпис
Народився в 1890 році в селі Айдингішлак району Нуха. Здобувши середню освіту в класичній гімназії в Гянджі, він у 1909 році вступив на медичний факультет Київського університету. У 1905—1910 роках був членом партії соціалістів-революціонерів, у 1911 році був мобілізований військовим лікарем. Джафар-бей Рустамбайлі був призваний на службу на початку Першої світової війни, спочатку працював лікарем у 58-му піхотному полку, а потім у лазареті (військовому шпиталі) до 1917 року. З 1917 по 18 лютого 1918 року працював лікарем міської лікарні в Криму.
У 1918 році повернувся на Батьківщину з Криму. Після повернення до Баку тутешні знайомі умовили його прийняти посаду представника Азербайджану при уряді Криму на користь Азербайджану. Джафар-бей Рустамбайлі також заявив у своїй заяві, що його роль на Кубані полягала у видачі посвідчення особи азербайджанським громадянам, щоб звільнити їх від мобілізації, оголошеної Денікіним, і надсилання письмових і усних протестів уряду Кубані щодо відправлення кубанських козаків проти дагестанців. Але в його свідченнях також нарікалось, що його протести були схожі на непочуті заклики самотньої людини в пустелі без відповіді. Тому що там оперативним підрозділом керував штаб Деникіна, а він вороже ставився до Дагестану та Азербайджану.
Згідно з рішенням азербайджанського уряду від 23 жовтня 1918 року міністру закордонних справ було доручено організувати дипломатичне представництво при уряді Криму. Після виконання цього завдання наказом, підписаним Головою Ради міністрів і міністром закордонних справ Фаталі Хан Хойським, 3 квітня 1919 року Джафар-бей Рустамбайлі був призначений дипломатичним представником Азербайджану на Кубані. Повідомлення про призначення Джафар-бека Рустамбайлі рішенням уряду дипломатичним представником і торговим комісаром Азербайджанської Республіки на Кубані та в Криму було також опубліковано в газеті «Азербайджан» № 61 від 23 березня 1919 року.
26 червня 1919 року Джафар-бей Рустамбейлі був уповноважений представляти Азербайджанську Демократичну Республіку при Донському уряді. У повідомленні, опублікованому в газеті «Азербайджан» від 24 вересня 1919 року, говорилося, що Джафар-бей Рустамбайлі, дипломатичний представник Азербайджанської Республіки при кубанському і донському урядах, був призначений представником Азербайджанської Республіки у верховному командуванні. Південні збройні сили Росії для захисту інтересів Азербайджану. У боротьбі з більшовиками Денікін не зміг залучити до союзників Азербайджан чи Грузію. У відповідь Денікін 19 листопада 1919 р. підписав наказ про економічну блокаду Закавказзя. Також можна вважати цей крок завершенням дипломатичного тиску з боку генерала Денікіна. Оголошена Денікіним економічна блокада Азербайджану і Грузії успіху не мала. Денікін не міг вторгнутися до цих держав ні військово-політичним шляхом, ні методом економічної блокади. Оскільки Джафар-беку Рустамбайлі загрожував арешт гвардійцями, він змушений був повернутися до Баку через Новоросійськ наприкінці листопада 1919 року.
11 лютого 1920 року був призначений заступником міністра, за пропозицією міністра торгівлі, промисловості та продовольства Мухаммада Хасана Хаджинського. Ця інформація була опублікована в «Вістях уряду Азербайджанської Республіки» № 12 від 18 лютого 1920 року, які є офіційним друкованим органом уряду Республіки.
Після встановлення радянської влади в Азербайджані Джафар-бей Рустамбейлі став членом Азербайджанського національного центру, створеного в 1924 році проти радянської влади. Цей Центр очолювали турецькі інтелектуали, зокрема члени урядів Азербайджанської Демократичної Республіки, колишні міністри та представники контрреволюційних партій «Мусават» і «Іттіхад». Головною метою Національного центру було повалення радянської влади та створення незалежної Азербайджанської Демократичної Республіки.
5 вересня 1931 року було висунуто звинувачення 53 членам Азербайджанського національного центру. Джафар-бей Рустамбайлі був розстріляний у 1938 році.